# أييوس كونستانتينوس (أيتوليا كي أكارنانيا)
أييوس كونستانتينوس (Άγιος Κωνσταντίνος) هي مدينة في أيتوليا كي أكارنانيا في مقاطعة كينتريكي إلادا في اليونان.
يبلغ عدد سكانها حوالي 5605 نسمة.